# Kosenkî, Nedrîhailiv
Kosenkî (în ucraineană Косенки) este un sat în comuna Tomașivka din raionul Nedrîhailiv, regiunea Sumî, Ucraina.

## Demografie
Componența lingvistică a localității Kosenkî
     Ucraineană (100%)
Conform recensământului din 2001, toată populația localității Kosenkî era vorbitoare de ucraineană (100%).